# Michał Zawojski
Michał Zawojski – polski urzędnik pocztowy,  radny Lwowa, założyciel Unii Narodowo-Państwowej w 1922 roku.
Był urzędnikiem pocztowym we Lwowie. Został wybrany członkiem wydziału urzędników pocztowych we Lwowie.
Do wybuchu I wojny światowej w 1914 pełnił funkcję radnego Rady Miasta Lwowa. Podczas I wojny światowej w lutym 1918 został jednym ze stu członków Tymczasowej Rady Miejskiej we Lwowie.
W okresie II Rzeczypospolitej pełnił funkcję dyrektora urzędu pocztowego we Lwowie. Był członkiem Towarzystwa Miejskie Ochronki Chrześcijańskie we Lwowie. 1 lipca 1929 przeszedł w stan spoczynku.
2 maja 1922 został odznaczony Krzyżem Kawalerskim Orderu Odrodzenia Polski.